# Wohltorf
Wohltorf er en kommune i det nordlige Tyskland, beliggende i Amt Hohe Elbgeest under Kreis Herzogtum Lauenburg. Kreis Herzogtum Lauenburg ligger i delstaten Slesvig-Holsten.

## Geografi
Wohltorf ligger omkring 20 kilometer øst for Hamborg ved Sachsenwald, det største skovområde i Slesvig-Holsten, der også er rekreativt område for Metropolregion Hamburg.
Grænsen til nabokommunen Reinbek mod vest, dannes af floden Bille og den er også grænsen mellem Kreis Herzogtum Lauenburg og Kreis Stormarn.